# Lijst van voetbalinterlands Filipijnen - Macau
Deze lijst van voetbalinterlands is een overzicht van alle officiële voetbalinterlands tussen de nationale teams van de Filipijnen en Macau. De landen hebben tot nu toe vijf keer tegen elkaar gespeeld. De eerste ontmoeting, een kwalificatiewedstrijd voor de Azië Cup 1980, werd gespeeld in Manilla op 29 december 1978. Het laatste duel, een vriendschappelijke wedstrijd, vond plaats op 27 september 2012 in de Filipijnse hoofdstad.

## Wedstrijden
| № | Plaats    | Datum             | Competitie                 | Wedstrijd          | Uitslag |
| - | --------- | ----------------- | -------------------------- | ------------------ | ------- |
| 1 | Manilla   | 29 december 1978  | Azië Cup 1980 kwalificatie | Filipijnen − Macau | 1 − 2   |
| 2 | Hongkong  | 4 februari 1996   | Azië Cup 1996 kwalificatie | Macau − Filipijnen | 5 − 1   |
| 3 | Kaohsiung | 12 oktober 2010   | Vriendschappelijk          | Filipijnen − Macau | 5 − 0   |
| 4 | Kaohsiung | 4 oktober 2011    | Vriendschappelijk          | Filipijnen − Macau | 2 − 0   |
| 5 | Manilla   | 27 september 2012 | Vriendschappelijk          | Filipijnen − Macau | 5 − 0   |

## Samenvatting
| Competitie            | Totaal gespeeld | Winst Filipijnen | Gelijk | Winst Macau | Doelsaldo Filipijnen – Macau |
| --------------------- | --------------- | ---------------- | ------ | ----------- | ---------------------------- |
| Azië Cup-kwalificatie | 2               | 0                | 0      | 2           | 2 − 7                        |
| Vriendschappelijk     | 3               | 3                | 0      | 0           | 12 − 0                       |
| Totaal                | 5               | 3                | 0      | 2           | 14 − 7                       |

PFF · 
A-internationals · 
Filipijns vrouwenelftal
Afghanistan ·
Australië ·
Azerbeidzjan ·
Bahrein ·
Bangladesh ·
Bhutan ·
Brunei ·
Cambodja ·
China ·
Estland ·
Fiji ·
Guam ·
Hongkong ·
India ·
Indonesië ·
Irak ·
Iran ·
Israël ·
Japan ·
Jemen ·
Jordanië ·
Kirgizië ·
Koeweit ·
Laos ·
Libanon ·
Macau ·
Malediven ·
Maleisië ·
Mongolië ·
Myanmar ·
Nepal ·
Noord-Korea ·
Oezbekistan ·
Oman ·
Oost-Timor ·
Pakistan ·
Palestina ·
Papoea-Nieuw-Guinea ·
Qatar ·
Singapore ·
Sri Lanka ·
Syrië ·
Tadzjikistan ·
Taiwan ·
Thailand ·
Turkmenistan ·
Verenigde Arabische Emiraten ·
Vietnam ·
Zuid-Korea ·
Zuid-Vietnam
AFM · 
A-internationals · 
Macaus vrouwenelftal
1980 – 1989 · 
1990 – 1999 · 
2000 – 2009 · 
2010 – 2019 ·
2020 − 2029
Bangladesh ·
Bhutan ·
Brunei ·
Cambodja ·
China ·
Filipijnen ·
Guam ·
Hongkong ·
India ·
Irak ·
Japan ·
Kazachstan ·
Kirgizië ·
Koeweit ·
Laos ·
Maleisië ·
Mauritius ·
Mongolië ·
Myanmar ·
Nepal ·
Noord-Korea ·
Oman ·
Pakistan ·
Salomonseilanden ·
Saoedi-Arabië ·
Singapore ·
Sri Lanka ·
Tadzjikistan ·
Taiwan ·
Thailand ·
Vietnam ·
Zuid-Korea